# Hodkov (zámek)
Hodkov je zámek ve stejnojmenné vesnici jihovýchodně od Zbraslavic v okrese Kutná Hora ve Středočeském kraji. Postaven byl přibližně v polovině devatenáctého století, ale dochovaná podoba je výsledkem historizujících úprav z let 1912–1913. Zámek s přilehlým parkem je chráněn jako kulturní památka.

## Historie
Doba založení hodkovského zámku je nejasná. Podle Tomáše Šimka nechal zámek na severním okraji starého hospodářského dvora postavit Otto von Wächter, když statek roku 1850 koupil od královské komory. Podle Památkového katalogu je jádro budovy barokního původu, pochází z osmnáctého století a v polovině devatenáctého století k němu bylo přistavěno pouze jižní křídlo. Rozsáhlá přestavba zámku, při níž se uplatnila řada historizujících slohů, proběhla v letech 1912–1913 podle projektu architekta F. Woretsche. Jejím iniciátorem byl Alfréd Šebek, jehož rodině zámek patřil do roku 1945. Ve druhé polovině dvacátého století zámek spravoval okresní národní výbor v Kutné Hoře, který budovu upravil pro potřeby dětského domova.
Součástí památkově chráněného areálu je vlastní zámecká budova, brána s domkem vrátného, ohradní zeď s branou a park. Jihovýchodně od areálu se nachází pozůstatky bývalého hospodářského dvora s cennou barokní sýpkou.